# Ищук, Леонид Николаевич
Леони́д Никола́евич Ищук (укр. Леонід Миколайович Іщук; 10 января 1951, Староконстантинов, Каменец-Подольская область — 24 апреля 2024, Хмельницкий) — советский и украинский футболист, выступавший на позиции защитника. По завершении карьеры стал тренером.

## Биография
Воспитанник хмельницкого «Динамо», в составе которого начинал свою футбольную карьеру. В 1970 году был призван в армию, во время службы выступал за одесский СКА. В 1971 году его пригласили в севастопольский «Авангард», в котором игрок пребывал до 1975 года. В 1977 году вернулся в Хмельницкий, где на протяжении двух сезонов выступал за местное «Подолье». В 1979 году перешёл в кировоградскую «Звезду». В 1980—1981 годах защищал цвета «Нивы» из Подгайцов, выступавшей в соревнованиях коллективов физкультуры. Летом 1981 года стал игроком павлоградского «Колоса», где и завершил свою игровую карьеру.

### Тренерская карьера
После прекращения выступлений стал помощником главного тренера «Колоса» Александра Попиначенко. Затем работал в ахтырском «Нефтянике» и черниговской «Десне». После отставки Иштвана Секеча с июля до конца 1990 года возглавлял хмельницкое «Подолье». В 1994 стал помощником Игоря Яворского в тернопольской «Ниве». После отставки Яворского в 1998 году исполнял обязанности главного тренера команды в завершающем матче сезона высшей лиги 1997/98 против симферопольской «Таврии». Позже снова возглавлял тернопольский клуб в 2003 и 2004 годах. В 2013 году с любительской командой «Случ» из Староконстантинова выигрывал чемпионат и Кубок Хмельницкой области.
Умер 24 апреля 2024 года в возрасте 73 лет. Похоронен в Староконстантинове